# Quiriguá
Quiriguá – stanowisko archeologiczne w południowo-wschodniej Gwatemali, w departamencie Izabal, gminie Los Amates. Od 1981 roku wpisane na listę światowego dziedzictwa UNESCO.

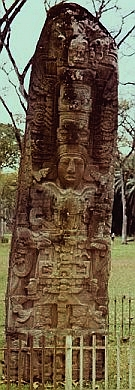
Stela D w Quiriguá

Quiriguá była w przeszłości ważnym ośrodkiem kultury Majów, istniejącym od początku III do połowy IX wieku. Zachowały się tu ogromne ołtarze i stele pokryte inskrypcjami i płaskorzeźbami. Najwyższa ze stel mierzy 10 metrów wysokości i waży 65 ton. Zainteresowanie naukowców budzą w Quiriguá wielkie monolityczne rzeźby z piaskowca ze względu na ich podobieństwo do kamiennych ołtarzy Olmeków z La Venta.